# Costa de los esclavos
La Costa de los esclavos fue una expresión utilizada entre los siglos XVII y XIX, para referirse a lo que hoy es la parte del Golfo de Guinea, en África, de donde se capturó una gran parte de los esclavos llevados a América y Europa cerca de 2 millones. La Costa de los esclavos se extendía entre las desembocaduras los ríos Níger al este y el Volta al oeste, en lo que hoy son Nigeria, Togo, Benín, y el este de Ghana. Esta fue la zona de actuación principalmente de traficantes de esclavos holandeses e ingleses. Los esclavos eran capturados por jefes africanos en el interior del continente y traídos a los mercados de esclavos en la costa, hasta la abolición de la esclavitud en Europa a principios del siglo XIX.